# Zillions of Games
Zillions of Games (ZoG) ist eine Kompilation von über 300 Computer-Brettspielen und darüber hinaus ein Computerspiel, das die Erstellung von weiteren computergesteuerten Brettspielen erlaubt. Betriebssystem ist Microsoft Windows.
Durch die nahezu freie Definition von Spielregeln können existierende Brettspiele nachgebildet oder neue geschaffen werden. Der Computer kann dabei auch den oder die menschlichen Spielpartner ersetzen.

## Hintergrund
Alle Brettspiele der Welt zeigen eine Reihe von Gemeinsamkeiten. Dies gestattet es, eine universelle Spiel-Engine anzubieten, die theoretisch sämtliche denkbare Brettspiele beherrscht. In einem Artikel zu ZoG in der Computerschach und Spiele (CSS) von 1999 heißt es dazu: „Nicht nur ‚beliebige‘, sondern alle Brett- und Strategiespiele, auch solche, die noch nicht erfunden sind.“
Das Versprechen des Herstellers lautet: „allowing you to play nearly any abstract board game or puzzle in the world“ (deutsch „erlaubt Ihnen, nahezu jedes abstrakte Brettspiel oder Knobelspiel der Welt spielen zu können“).
Ausgedrückt wird die „unfassbar“ große Anzahl von Brettspielen, die hiermit gespielt werden können, durch den im Englischen gebräuchlichen Begriff Zillion im Titel, der umgangssprachlich für eine gewaltige, jedoch unbestimmte Anzahl steht.

## Geschichte

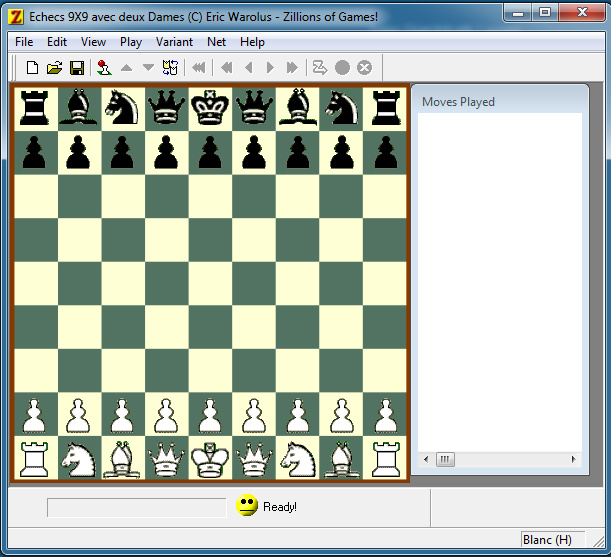
Eine mit ZoG erstellte Schachvariante auf einem 9×9-Schachbrett sowie zwei Damen pro Seite

Die beiden US-amerikanischen Softwareentwickler und Spieleprogrammierer Mark Lefler aus Maryland und Jeff Mallett aus Kalifornien haben dieses universelle Spieleprogramm (Universal Gaming Engine) Ende der 1990er-Jahre entwickelt. Die deutschsprachige Version erschien im Jahr 1999 auf dem Markt.
Das Programm spielt klassische Brettspiele wie Dame, Halma, Mühle und natürlich Schach, aber auch mathematische Knobel- und Geduldsspiele wie Solitär, die Türme von Hanoi oder  Nim. Dazu gehören auch alle nur denkbaren Spielvarianten, beispielsweise Nim-Spiel-Variationen oder Schachvarianten, wie Märchenschach oder Schach auf 6×6, 7×7 oder auf 9×9 Feldern (Bild), um nur einige wenige zu nennen.
Für viele bereits bekannte Brettspiele sind die Spielregeln bereits implementiert und gehören zum Lieferumfang. Variationen dazu oder neue Spiele lassen sich mithilfe einer auch für Laien leicht zu erlernenden einfachen Skriptsprache umsetzen. Auf diese Weise können, oft innerhalb weniger Minuten, vorhandene Spiele modifiziert oder neue hinzugefügt werden.
Mehr als 3000 Spiele mit über 10.000 Varianten stehen öffentlich zur Verfügung und können von der ZoG-Website frei heruntergeladen werden. Mithilfe von ZoG neu erstellte können dort zur öffentlichen Verwendung hinzugefügt werden.